# Кляйн-Цехер
Кляйн-Цехер (нім. Klein Zecher) — громада в Німеччині, розташована в землі Шлезвіг-Гольштейн. Входить до складу району Герцогство Лауенбург. Складова частина об'єднання громад Лауенбургіше-Зен.
Площа — 9,11 км2. Населення становить 240 ос. (станом на 31 грудня 2020).